# Cyphocarpa hildebrandtii
Cyphocarpa hildebrandtii är en amarantväxtart som först beskrevs av Schinz, och fick sitt nu gällande namn av Charles Baron Clarke. Cyphocarpa hildebrandtii ingår i släktet Cyphocarpa, och familjen amarantväxter. Inga underarter finns listade i Catalogue of Life.